# Mulheres no Iêmen

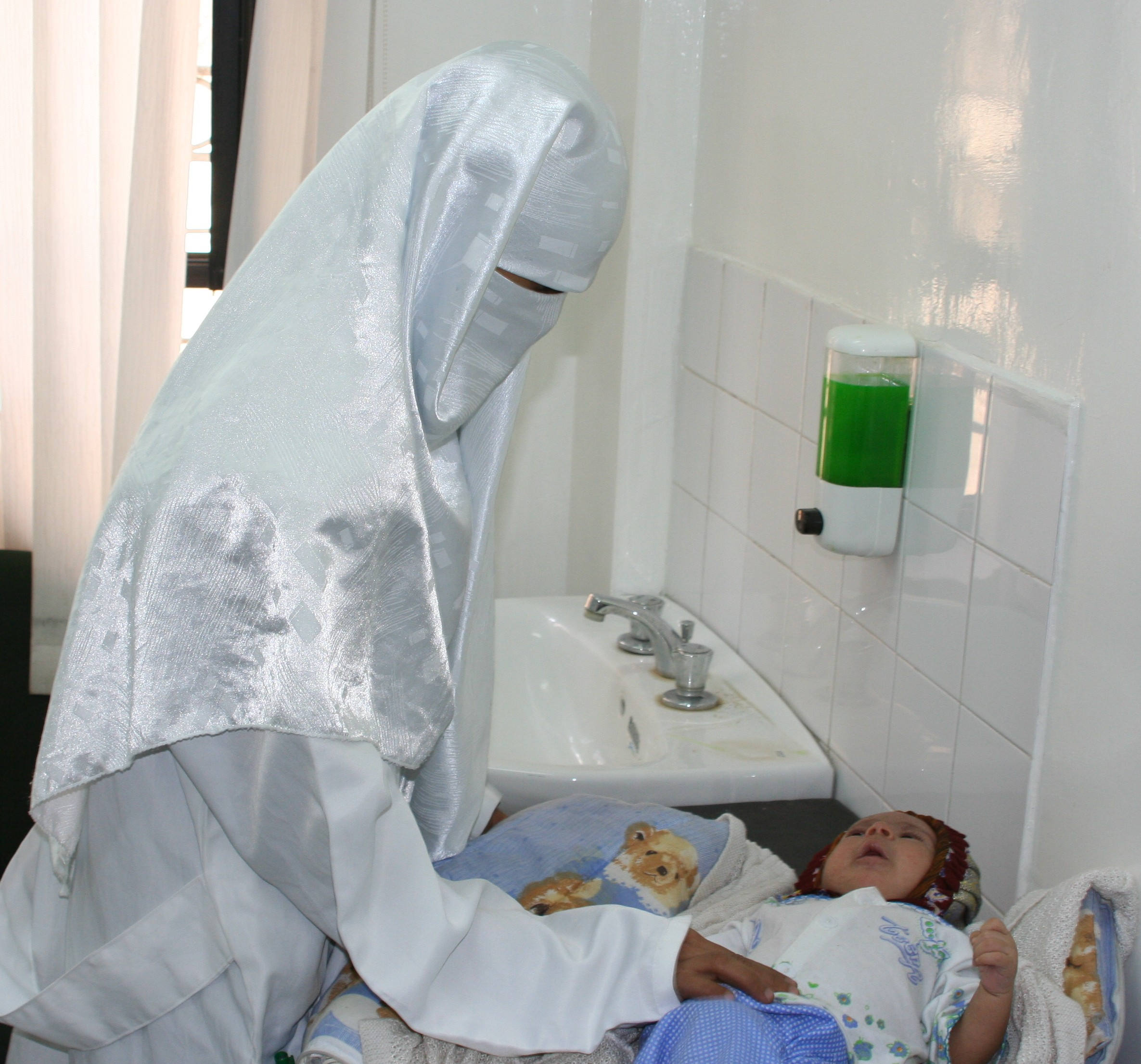
Uma médica iemenita examinando uma criança.

As mulheres no Iêmen, historicamente, tiveram muito menos poder na sociedade do que os homens. Embora o governo do Iêmen tem feito esforços visando melhorar os direitos das mulheres no Iêmen (incluindo a formação da Estratégia de Desenvolvimento das Mulheres e uma Estratégia de Desenvolvimento da Saúde da Mulher), muitas normas culturais e religiosas, juntamente com a má aplicação desta legislação do governo iemenita, têm impedido as mulheres iemenitas de terem direitos igualitários com os homens.
Mulheres iemenitas não possuem muitos dos direitos económicos, sociais ou culturais. Enquanto o sufrágio foi adquirido em 1967 e a proteção constitucional e legal foi estendida para as mulheres entre 1990 e 1994, elas continuam a lutar pelo exercício dos seus direitos políticos e civis completos. Historicamente, as mulheres têm desempenhado papéis importantes na sociedade iemenita. Algumas mulheres do período pré-islâmico e início da ascensão do Islamismo tinham alto status na elite da sociedade iemenita. A Rainha de Sabá, por exemplo, é vista por muitos como uma "fonte de orgulho para a nação iemenita". Além disso, a rainha Arwa é conhecida por sua atenção à infra-estrutura, que fez a região experimentar um tempo de prosperidade sob seu reinado. As mulheres modernas no Iêmen, no entanto, estão sujeitas a uma sociedade que reflete as tradições em grande parte agrárias, tribais e patriarcais. Isto, combinado com problemas econômicos e de analfabetismo, levou as mulheres a ser continuadamente privadas de seus direitos sociais. 

## Acesso à justiça
Embora o artigo 40 e 41 da Constituição da unificação do Iêmen prevê que todos os cidadãos são considerados iguais perante a lei e que "Todos os cidadãos têm o direito de participar na vida política, económica, social e cultural do país", a discriminação de gênero é prevalente no Iêmen.
A adição do artigo 31 da Constituição, que estabelece que "as mulheres são as irmãs de homens ... elas têm direitos e deveres, que são garantidos e cedidos pela Sharia e estipulados por lei",  aparentemente, anulou a igualdade prorrogada pela constituição devido à sua utilização como base para leis discriminatórias. Isto é devido à leitura específica da Sharia, o que restringe os direitos das mulheres. Hoje em dia, muitas mulheres ativistas iemenitas acreditam que a Sharia pode ser interpretada para incluir mais mulheres na vida social, política, econômica e cultural do país.
Muitas das políticas discriminatórias restringem os direitos familiares de mulheres. Mulheres no Iêmen não pode se casar com um não-iemenita sem a aprovação de sua família e do Estado. Além disso, sob a Lei da Nacionalidade de 1990, as mulheres iemenitas casadas com homens estrangeiros não podem passar sua cidadania para seus filhos, a menos que a mulher se divorcie, que o marido tenha deficiência mental ou que ele venha a morrer, caso em que as crianças podem obter a cidadania quando atingem os 19 anos de idade. Os filhos dos homens iemenitas casados com mulheres estrangeiras, por outro lado, garantem a cidadania iemenita. Além disso, o divórcio e até mesmo o testemunho de mulheres não tem poder igual ao dos homens iemenitas. Iemenitas têm o direito de se divorciar de suas esposas, a qualquer momento, sem justificação. Uma mulher, por outro lado, deve passar por um processo de litígio em que se justifica a sua razão para anular o contrato de casamento. Perante o tribunal, a mulher é considerada apenas metade de uma pessoa, e é preciso "o testemunho de duas mulheres" para igualar "o testemunho de um homem." Além disso, as mulheres são proibidas de depor em casos de adultério, calúnia, roubo ou sodomia, conforme o artigo 45 da Lei de Evidência de 1992.

## Direitos políticos
As mulheres estão grosseiramente sub-representadas na política do Iêmen. No entanto, enquanto a liberdade de expressão é um direito iemenita concedido nos termos do artigo 42 da Constituição, a fim de também dar cumprimento ao artigo 103 da Imprensa e da Lei das Publicações, a censura é generalizada, com ações de censura se baseando na lei que proíbe a "crítica pessoal direta do chefe de Estado e a publicação de material que pode levar a discordância entre o povo iemenita". Tal artigo torna difícil qualquer progresso a ser feito no sentido do desenvolvimento e da igualdade na sociedade iemenita. Mulheres iemenitas participam nas eleições parlamentares, tanto como eleitoras, bem como candidatas. No entanto entre 1993 e 2003, o número de mulheres no parlamento caiu de 11 a 1.

## Direitos fundamentais e sociais
Saúde e direitos reprodutivos são questões importantes para as mulheres iemenitas. Nenhuma legislação protege sua liberdade de tomar suas próprias decisões com relação a essas questões e, portanto, as mulheres são controladas por sua família ou, se forem casadas, por seus maridos. Além disso, o Iêmen é um país onde a mutilação genital feminina continua a ser um problema social, mesmo depois de ter sido proibido pelo Ministério da Saúde Pública. Além disso, muitas mulheres são forçadas a se casar em uma idade jovem, o que é tornado possível por políticas de Estado. A maioria das meninas iemenitas são casadas antes de atingir a puberdade. A proposta de lei definindo uma idade mínima para o casamento de 17 anos para as mulheres foi contestada por iemenitas conservadores, incluindo mulheres.